# Rejon nowozybkowski
Rejon nowozybkowski (ros. Новозы́бковский райо́н) – jednostka podziału administracyjnego na południowym zachodzie obwodu briańskiego w Federacji Rosyjskiej.
Ośrodkiem administracyjnym rejonu jest miasto Nowozybkow (samo miasto stanowi jednak oddzielną jednostkę podziału terytorialnego w obwodzie briańskim i nie wchodzi w skład rejonu nowozybkowskiego).

## Geografia
Powierzchnia rejonu wynosi 989 km². Rejon położony jest na zachodzie obwodu briańskiego, przy granicy z Białorusią.
Rejon graniczy:
- na północy z rejonem gordiejewskim i krasnogorskim;
- na zachodzie z białoruskimi rejonami dobruskim i wietkowskim
- na wschodzie z rejonem klincowskim
- na południu z rejonem klimowskim i złynkowskim

Głównymi rzekami rejonu są Ipuć (jej długość na terenie rejonu wynosi 30,5 km), Snow, Waga, Karna, Siniawka, Wieprinka.

## Historia
Terytorium obecnego rejonu nowozybkowskiego do 1919 roku wchodziło w skład ujezdu nowozybkowskiego guberni czernihowskiej. W 1919 roku znalazło się w składzie guberni homelskiej RFSRR. W 1926 roku, w związku z likwidacją guberni homelskiej, terytorium to weszło w skład guberni briańskiej.
Rejon nowozybkowski powstał w 1929 roku, w związku z reformą podziału administracyjnego. Początkowo znalazł się on w składzie okręgu klincowskiego obwodu zachodniego ze stolicą w Smoleńsku. W latach 1937–1944 rejon nowozybkowski wchodził w skład obwodu orłowskiego.
5 lipca 1944 roku na mocy dekretu Prezydium Rady Najwyższej ZSRR powołany został do życia nowy obwód briański.  W jego skład włączono wówczas m.in. rejon nowozybkowski.

## Podział administracyjny
W rejonie znajduje się 65 punktów osadniczych. Od 2005 roku podzielony jest on na 8 administracji wiejskich (ros. сельское поселение):
1. Wereszczacka
2. Diemieńska
3. Zamiszewska
4. Starobobowicka
5. Starokrywiecka
6. Trostańska
7. Chalejewicka
8. Szełomowska

## Demografia
Liczba ludności rejonu kształtowała się następująco:
- 1989 - 18424 mieszkańców (Spis Powszechny ZSRR z 1989 roku[1])
- 2002 - 14170 mieszkańców (Rosyjski spis powszechny 2002[2])
- 2010 - 12415 mieszkańców (Rosyjski spis powszechny 2010[3])

## Problemy ekologiczne
W wyniku katastrofy elektrowni jądrowej w Czarnobylu 80% rejonu nalazło się w granicach strefy wykluczenia z poziomem radiacji w granicach 15-40 Ci/km². Skażenie radioaktywne odbija się negatywnie na zdrowiu mieszkańców rejonu. Wskaźnik występowania schorzeń układu hormonalnego przekracza liczbę 300 na 1 tys. mieszkańców.

## Zabytki
- Monaster św. Mikołaja we wsi Kataszyn
- Majątek Muchanowych we wsi Liubin Chutar
- Cerkiew pod wezwaniem Trójcy Świętej we wsi Staryj Kriwiec
- Cerkiew Zaśnięcia Matki Bożej we wsi Swiacak
- Cerkiew pod wezwaniem św. Sergiusza Radoneżskiego we wsi Wnukowiczi